# Vjacseszlav Gennagyjevics Butuszov
Vjacseszlav Gennagyjevics Butuszov (Krasznojarszk, 1961. október 15.) szovjet-orosz énekes, zenész, dalszerző, a Nautilus Pompilius együttes alapító tagja és frontembere. 

## Élete
1982-ben alapította a Nautilus Pompilius zenekart, mely az évtized végére az egyik legsikeresebb szovjet rockegyüttes lett. Az együttes 1997-ben feloszlott, ennek ellenére Butuszov nem hagyta abba karrierjét.    